# Stura di Demonte
Stura di Demonte és un riu del nord-oest d'Itàlia afluent del Tanaro (que és afluent del Po) al que desaigua prop de Bra. Neix als Alps prop de Demonte i corre uns 110 km.